# Léon Moltke-Huitfeldt
 Der er flere personer med dette navn, se Léon Moltke-Huitfeldt (1898-1976).
Gebhard Léon greve Moltke-Huitfeldt (23. april 1829 i Paris – 28. november 1896 sammesteds) var en dansk godsejer og diplomat, far til Adam greve Moltke-Huitfeldt.

## Diplomatisk karriere
Han var født 23. april 1829 i Paris og søn af grev Adam Gottlob Moltke-Huitfeldt. Efter at have taget studentereksamen 1846 og filosofikum året efter blev Moltke-Huitfeldt, der havde begyndt på det juridiske studium, i en alder af 20 år antaget af sin onkel, grev A.W. Moltke til den diplomatiske tjeneste, til hvilken han sikkert medbragte de bedste egenskaber, smuk og begavet som han var, dertil kyndig i fremmede sprog fra barndommen af og hørende til en af landets første familier samt arving til en betydelig formue. Han færdiggjorde derfor aldrig jurastudiet.
I tre år arbejdede Moltke-Huitfeldt nu først hjemme i Udenrigsministeriet, hvorpå han i 1852 ansattes som attaché i Bryssel for allerede året efter at blive udnævnt til legationssekretær i Wien; her forblev han til 1856, da han med Titel af ministerresident blev udnævnt til Danmarks repræsentant ved hofferne i Madrid og Lissabon, men også her blev hans forbliven forholdsvis kort, thi i begyndelsen af 1860 blev han under baron C.F.A.B. Blixen-Fineckes kortvarige styrelse kaldet til den vigtige post som gesandt i Paris, en post, som han kom til at beklæde lige til sin død, 28. november 1896, altså i ca. 37 år, og som han havde så kær, at han ikke kunne tænke sig at opgive den, hverken da det i 1865 tilbødes ham at blive udenrigsminister i Ministeriet Frijs, ej heller da han i 1876 efter sin faders død tiltrådte besiddelsen af Stamhuset Moltkenborg.

## I Paris under det andet kejserrige
Uagtet Moltke-Huitfeldt således tilbragte så at sige hele sit liv i udlandet, hang han alligevel med varm kærlighed ved sit fædreland, og når det er blevet bebrejdet ham, at han solgte familiens sønderjyske godser, så er dette uretfærdigt, thi disse var solgt, før han arvede familieejendommene. Året 1864 måtte derfor i høj grad bedrøve en varm patriot som ham, og han gjorde sikkert også sit for at afværge ulykkerne, dette år bragte, i hvilken henseende det skal erindres, at han under konferencen i London ilte der til, dagen efter at han havde haft en samtale med Napoleon 3. af Frankrig, i den hensigt at gøre de danske befuldmægtigede så snart som muligt bekendt med de råd, kejseren gennem ham gav den danske regering.
Også i 1866 havde Moltke-Huitfeldt en vigtig audiens hos kejseren, af hvis udtalelser det tydelig nok fremgik, at den franske politik på dette tidspunkt begunstigede Preussens planer over for Østrig og ville gøre sit til at skaffe Preussen alliancer til den forestående kamp. 4 år senere skulle Moltke-Huitfeldt se det glimrende kejserhof styrte sammen, til hvis fremtrædende mænd han havde hørt. Efter eget ønske forblev han i Paris under hele belejringen 1870-71 for at hjælpe sine landsmænd efter bedste evne med råd og dåd; ligeledes blev han her under den første del af Pariserkommunen, og han blev bogstavelig talt her på sin post lige til det sidste øjeblik, thi det tog, hvormed han tog til Versailles, var det sidste, der slap ud af Paris, og det blev stærkt beskudt af Kommunens tilhængere, så at de rejsende, Moltke-Huitfeldt iberegnet, måtte kaste sig ned på bunden af waggonerne for at undgå kuglerne.

## Republikken
Under republikken vedblev Moltke-Huitfeldt at indtage den samme fremtrædende stilling i Paris, støttet i sine bestræbelser for at bevare denne af sin hustru, Marie f. komtesse Seebach, hvem han havde ægtet på slottet Unwürde i Sachsen 15. august 1863, og som var født 12. april 1843 i Rom og datter af sachsisk gesandt i Paris, grev Seebach, hvis hustru var en datter af den russiske kansler Nesselrode. At Moltke-Huitfeldt var afholdt af den franske regering, fik han i øvrigt et smukt bevis på i 1872, thi da der udspredtes det rygte i Paris, at republikkens regering ønskede ham fjernet, fordi han havde hørt til kejserhoffets intime kreds – hvad for resten tilmed ikke var sandt –, desavouerede Adolphe Thiers dette rygte ved at sende Moltke-Huitfeldt Æreslegionens Storofficerskors, ledsaget af en anerkendende skrivelse fra den daværende udenrigsminister Remusat.
Denne anerkendelse fortjente Moltke-Huitfeldt sikkert, ligesom det utvivlsomt også er fuldt ud sandt, når en af hans kolleger ved budskabet om hans død udtalte, at "Moltke-Huitfeldt var af et verdensmandsstof, som nu ikke mere tilvirkes hjemme; national i roden af sit hjerte havde han dette islæt af europæisk tankegang, der satte ham så fuldstændig à son aise og gjorde hans dømmekraft så fri i omgangen med franske i almindelighed og franske statsmænd i særdeleshed; fra Édouard Thouvenel og Édouard Drouyn de Lhuys til Léon Gambetta og Gabriel Hanotaux havde de alle sammen indtrykket af en mand, der helt fyldte sin plads og kunde have fyldt en større".

## Udmærkelser
Det er en selvfølge, at Moltke-Huitfeldt ikke savnede anerkendelse af sin virksomhed fra sin Konge og regering: han blev kammerherre 1858, Kommandør af Dannebrogordenen 1862 og erholdt Storkorset 1869 samt fik ordenstegnet hertil i diamanter 1876. At han endelig for den almindelige bevidsthed her hjemme stod som en fremragende personlighed, fandt sit udtryk i, at han oftere nævnedes som en mand, der kunne være tale om at hjemkalde i en kritisk stund for at indtage en plads i kongens råd og til landets tarv.